# Trinity Building
El Trinity Building es un rascacielos neogótico en Lower Manhattan, en  Nueva York (Estados Unidos). Fue construido en 1905. Mide  85,65 metros de altura y tiene 21 pisos. Fue diseñado por el arquitecto Francis H. Kimball.

## Historia
Fue una empresa especulativa de la Iglesia de la Trinidad. Una adición al norte se construyó entre 1906 y 1907, diseñada también por Kimball.